# Santo Amaro (Bahia)
Santo Amaro is een gemeente in de Braziliaanse deelstaat Bahia. De gemeente telt 58.387 inwoners (schatting 2009).

## Aangrenzende gemeenten
De gemeente grenst aan Amélia Rodrigues, Cachoeira, Conceição do Jacuípe, Feira de Santana, São Francisco do Conde, São Gonçalo dos Campos, São Sebastião do Passé en Saubara.

## Geboren
- José Antônio Saraiva (1823-1895), premier van Brazilië
- Caetano Veloso (1942), componist en zanger
- Maria Bethânia (1946), zangeres en componist